# Позитивне право
Позитивне право (від лат. posit - покласти) — термін теорії права, який означає право, визначене законодавством у рамках конкретної правової системи, тобто право, чинне в даному суспільстві. Позитивне право протиставляється теоретичній концепції природного права, як права, визначеного самою природою. Позитивне право є штучним правом, що виходить від держави і суспільства, виражено в писаних нормах, міститься в нормативно-правових документах: законах, судових прецедентах, актах виконавчої влади. Існує і інший підхід до визначення поняття позитивного права, позитивне право - це право, виражене в законах та інших джерелах.
Для позитивного права характерні наступні риси:
1. значною мірою створюється людьми, суспільними утвореннями - законодавцями, судами, самими суб'єктами права і т.д., є результатом їхньої творчості, цілеспрямованої вольової діяльності;
2. існує у вигляді законів, інших джерел, тобто особливою, зовні вираженою реальності (а не просто у вигляді думки, ідеї, як це властиво природному праву).

Природні права для свого існування не вимагають їх закріплення і формулювання в будь-яких особливих нормах. Вони знаходяться як би за нормами, поза ними. Однак такого закріплення вимагає їх реалізація. Існуючи як об'єктивні вимоги, що випливають із самого життя, у вигляді ідей, уявлень, природні права потім закріплюються в конкретних нормах і реалізуються в них: у звичаях, у моральних нормах і - що особливо значимо - в юридичних нормах. 
Також існує співвідношення понять природного та позитивного права. Позитивне і природне право розглядаються разом, як нерозривні, немислимі одне без одного, оскільки природне право справедливе, але не реалізується саме собою (його реалізація залежить від держави), тоді як позитивне право реалізується, але не обов'язково є справедливим (його справедливість визначається відповідністю природному праву).  
У філософії права існує напрям правового позитивізму, який визнає тільке конкретне позитивне право відповідної епохи та держави, без огляду на його справедливість.                                                                            
| Текст вилучений зі статті через підозру в порушенні авторських прав |
| Текст, який раніше перебував на цій сторінці, запідозрений у порушенні авторських прав через те, що є дослівним перекладом з таких джерел: https://studref.com/347205/pravo/estestvennoe_pozitivnoe_pravo_osnovnye_strukturnye_elementy_pravovoy_realnosti_smysl_sootnoshenie Тому, хто поставив цей шаблон: на сторінку обговорення користувача, який розмістив цю статтю, чи додав текст з порушенням авторського права, варто додати повідомлення {{subst:Nothanks tr\|Позитивне право\|url=https://studref.com/347205/pravo/estestvennoe_pozitivnoe_pravo_osnovnye_strukturnye_elementy_pravovoy_realnosti_smysl_sootnoshenie }} --~~~~. |
| До уваги користувача, який розмістив цю статтю Не редагуйте статтю зараз, навіть якщо ви збираєтеся її переписати. Додержуйтеся вказівок нижче. - Якщо власник авторських прав на зазначений вище матеріал дозволяє використати його на умовах GNU FDL без незмінюваних секцій та Creative Commons із зазначенням автора / розповсюдження на тих самих умовах, будь ласка, сповістіть про це на сторінці обговорення цієї статті. - Якщо правовласником є ви, додайте на зазначеному вище ресурсі примітку: «This article is licensed under the Creative Commons Attribution-ShareAlike license». - Якщо дозволу на використання цього матеріалу нема, будь ласка, зробіть одне з двох: 1. Напишіть хоча б гарний накид статті на цій підсторінці. Зверніть увагу: не треба копіювати текст, що порушує авторські права, на зазначену підсторінку й редагувати його. Якщо ви взялися за написання нової статті, не забудьте сповістити про це на сторінці обговорення. 2. Залиште все як є, і тоді стаття буде вилучена. У випадку, якщо новий текст написаний не буде, ця стаття буде вилучена через тиждень після появи цього попередження. (Детальніше див. документацію шаблону.) Вихідний текст цієї статті з можливим порушенням копірайту можна знайти в історії змін. Зверніть увагу, що розміщення у Вікіпедії матеріалів, включаючи дослівний переклад, автор яких не надав явного дозволу на їхнє використання відповідно до ліцензії GNU FDL без незмінюваних секцій та Creative Commons із зазначенням автора / розповсюдження на тих самих умовах, може бути порушенням законів про авторське право. Користувачі, які додають до Вікіпедії такі матеріали, можуть бути тимчасово позбавлені права редагувати статті. Незважаючи ні на що, ми завжди раді вашим оригінальним статтям. Дякуємо. |